# فيز أباد (سياوشان)
فیز أباد (بالفارسية: فیض‌آباد) هي قرية تقع في إيران في مركزي. يقدر عدد سكانها بـ 697 نسمة .